# Blasonamiento

Formas de los escudos heráldicos españoles, portugueses, ingleses, franceses, italianos, suizos, alemanes, polacos y de damas y torneos

En heráldica, el blasonamiento, en su sentido más frecuente, es la acción de leer (describir), y descifrar las armas.
Esta lectura se ejecuta según un orden muy riguroso, que en principio y según unas armas dadas, debería corresponder un texto y solo uno. Para las armas simples, la práctica confirma bastante bien este principio. En cambio, desde el momento en que las armas se complican, se pueden encontrar bastantes versiones sinónimas.
En su sentido más extendido, el blasonamiento describe el conjunto de armerías. En este caso, salvo el escudo obligatoriamente descrito primero, el orden de citación es más fluido.
Si el escudo acompañado de sus ornamentos, es la representación gráfica de las armerías, el blasonamiento es su representación verbal.
Nacidos de la práctica en los torneos, los heraldos (que darían su nombre a la heráldica) y de la necesidad de constituir verdaderos anuarios (los armoriales) con la doble función de recoger identidades y de depósito de exclusividad, en una época donde la ilustración, sobre todo en color es una empresa de larga duración, el blasonamiento se desarrolla como una verdadera lengua, con vocabulario y sintaxis, lleno de rigor y precisión, permitiendo describir rápidamente y sin ambigüedad los blasones más complejos.
La identidad heráldica, estando por mucho tiempo limitada a los elementos portados por el escudo, el blasonamiento se contenta frecuentemente con no describir más que aquello que estaba en el mismo ya que los ornamentos no tomaron importancia sino tardíamente y el blasonamiento completo busca integrarlos.

## Constitución y blasonamiento
La constitución es el hecho de crear un blasón particular con todas sus características.
Las armas bien constituidas deben ser a la vez fáciles de blasonar (es decir de describir) y de componer (es decir de representar). Ellas deben también ser conforme a la estética heráldica general. Los tres criterios no conducen a juicios absolutos e inamovibles, sino a identificar en qué peca una composición y sus vías de mejoramiento. 
Descripciones lógicamente correctas, pueden llevar a representaciones ilegibles, principalmente cuando los detalles resultan muy pequeños. Se puede así imaginar un blasón "de vero reticulado de armiño y clavado del campo", todo es comprensible pero es imposible representarlo correctamente. Los detalles deben siempre mantenerse suficientemente completos para que su esmalte pueda ser representado por líneas en las representaciones grabadas.
Composiciones que no son posibles (o fáciles, o evidentes) de blasonar son también mal constituidas. Es el caso de numerosas "armas modernas" de países o de municipios, que integran en sus escudos imágenes, aun cuando son más estilizadas, que no están construidas siguiendo la lógica del blasón, sino una lógica de difusión publicitaria (ver las "armas" de Manaus en Brasil por ejemplo). Por estas razones las composiciones pueden, poco o mucho, presentar una analogía con los blasones (logotipos, banderas, letreros viales, timbres postales, etcétera) y son raramente legibles en términos heráldicos.
En fin, la constitución no debe alejarse demasiado del uso heráldico corriente y debe evitar, por ejemplo, inscribir divisas sobre el escudo mismo o componer cuadros demasiados complejos para ser detallados.
Así, las armas de Lieja son bastante típicas de una heráldica tardía, la cual tiende a estar constituida de forma no convencional. Sin embargo se pueden blasonar de la siguiente forma: "De gules al perron alzado, soportado por tres leones en tres grados, montadas de una piña de pino, cimada de una cruz paté, el todo de oro, acompañada de una L y G mayúsculas de lo mismo". La constitución no convencional de estas armas lleva a dos tipos de defectos:
- La descripción de la columna central es el objeto de una decena de diferenciaciones (leones, piña de pino, grados...), que son poco inteligibles sobre la figura en pequeña escala. Igualmente sobre un diseño a mayor escala, no es posible apreciar notablemente si la cruz (inicialmente apenas visible) es paté o no. Tales armas no son una figuración abstracta o simbólica sino una representación de un monumento particular (el perron de Lieja).
- El añadido de letras en las armas es una práctica que los puristas reprueban en la heráldica porque no son legibles universalmente: la lectura de tal blasón no es directamente posible por un heraldista formado en el alfabeto cirílico (al igual que las letras cirílicas no serían legibles por un heraldo occidental). Sin embargo, esta práctica marginal es tolerada desde hace mucho tiempo.

### Blasonamiento y especificación de las armerías
El heraldista no describe al mismo nivel de detalle dependiendo qué es lo que haga blasonar las armas o especificar o describir una representación particular de las armerías.
- En el primer caso se trata de hacer el inventario de los detalles significativos que distinguen estas armas de aquellas pertenecientes a otros titulares. Es preferible, en una descripción tal, ser lo más general posible, respetando el espíritu heráldico, para que la anterioridad pueda ser invocada en todas las armas "casi" similares, que no se distinguirían sino por los detalles, por lo que el carácter significativo puede ser discutible. Para blasonar las armas se debe separar todo aquello que pueda parecer secundario o que pueda resultar un efecto de estilo: actitudes poco claras de los animales, disposiciones de muebles que puedan pasar por una posición por defecto, etc. La razón contra la cual se debe de prever es de las personas que escogerían "casi" las mismas armas, con un riesgo de confusión.
- Por el contrario, para describir una representación particular, la misma lengua heráldica puede hacerse mucho más precisa e indicar toda suerte de irregularidades aparentes, soluciones finalmente seguidas o alternativas retenidas. La razón a evitar es aquella del cliente, que las armerías podrían no ser diseñadas a su gusto.

En la composición de un blasón, es normal seguir las prácticas estilísticas de tal o cual región, aun para satisfacer las indicaciones particulares del titular. Por el contrario, cuando se trata de describir el blasón correspondiente, el heraldista debe ejercer una censura fuerte y separar de su descripción todo eso que no forme parte de la naturaleza esencial de las armas sino a su representación particular. Es significativo que un león sea representado sin pelo en las patas, la cola fuera en lugar de adentro, levantada o entre las piernas, la cabeza volteada a la derecha o a la izquierda, la pata levantada o no. Cuando hay duda, es preferible mencionar esta originalidad cuando se trata de describir la representación, pero se debe rehusar el considerar como un signo significativo suficiente para distinguirla de las armas del vecino.

### Lengua del blasón
El blasón (es decir la descripción de las armerías) utiliza un lenguaje heráldico técnico, convencional y preciso. Inicialmente hecho por los heraldos en lenguaje corriente de la época, la descripción heráldica se encontraba fijada en su sintaxis y su vocabulario. Lo que ha conducido a algunos a juzgar a la lengua heráldica ensombrecida de un cierto "manierismo" y en el culto de distinciones excesivas (jerga heráldica). Los términos raros describiendo armas antiguas con figuras extrañas pueden aparecer artificiales y condenables en armas de composición más reciente. Muchos se olvidan que esos términos eran los de los materiales de los que estaban compuestos los esmaltes, de donde derivan.  Además, como en toda otra disciplina, debe existir un vocabulario "técnico" que no conduzca a ambigüedades o equívocos. Aprenderlos no supone mayor esfuerzo que el de cualquier otra materia, y la cantidad no es grande. Uno acepta los términos de electricidad, medicina, química sin ningún problema, y sin tildarlo de artificial o "snob".
La lengua heráldica sigue la regla llamada "de los 80-20": con un pequeño número de términos (una cincuentena, siendo menos del 20% del vocabulario especializado), se puede describir correctamente cerca del 80% de las armerías conocidas; un esfuerzo de algunas horas basta para aprender a blasonar correctamente las armas más corrientes. Las descripciones que figuran en los documentos antiguos utilizan evidentemente el vocabulario y las maneras de la época. Para dominar esta lengua heráldica, se debe conocer el significado de términos especializados o de variantes raras: nada permitirá a un lector moderno, aun si es razonablemente culto, adivinar en la lectura qué es "de sable a un águila de sinople encendida y armada de gules". Se puede pensar, dejando un poco el tema de lado, que no hay razón para expresarse de manera hermética, cuando parece también preciso e infinitamente más claro decir, de manera estrictamente equivalente, que las armas son "negras con un águila verde, con los ojos y las garras rojas". Esta aparente significación no hace más que complicar el lenguaje porque el empleo de "rojo" no dispensa conocer el más exacto "gules".

## Lectura de las armerías

### El escudo
Pieza principal y único elemento de identidad de las armerías, el escudo es el primer elemento descrito en el blasonamiento, el cual se limita, usualmente, a esta descripción, sea porque las armas descritas no tienen más que este elemento, sea porque los ornamentos exteriores no aporten nada significativo.
El primer componente del escudo a describir es el campo. El cual puede ser simple o compuesto.
|  | Campo simple: el escudo está enteramente cubierto de un esmalte, de un metal o de un forro, que puede recibir o no cargos (o figuras), piezas y/o muebles. Se enuncia el color del campo y después se describen los cargos: De gules al chevrón de oro (Les Essarts). Un campo no cargado se conoce como "llano". (A la derecha: de armiño llano que es de Bretaña). |
|  | Campo compuesto: el escudo está constituido de varios campos simples acolados según una figura de partición más o menos simple, cada zona - a veces nombrada "cuartel" por extensión del término - siendo descrita por turnos, como un campo simple, la prioridad siendo: jefe antes que punta y diestra antes que siniestra. Cada elemento de la composición puede recibir un campo diferente, sin estar constreñida por la regla de la alternancia de los colores. Se anuncia la partición, después cada "cuartel" con la necesidad de su orden de aparición: en el primero, en el segundo...etcétera: cuartelado en sotuer: en el primero de azur al donjón de plata, el segundo de gules al racimo de uvas, tallado y hojado de plata, en el tercero de gules al dextrocero de plata con el índice puntado, vestido de azur sembrado de flores de lis de oro, del cual caen dos gotas también de plata, en el cuarto de azur a tres flores de lis de oro mal ordenadas (a la izquierda, Écrouves). Si dos cuarteles son idénticos, lo que es frecuente, son descritos juntos en el momento de la aparición del primero de los dos: Cuartelado, en el primero y el cuarto de gules a la cruz de plata, en el segundo y el tercero palados de oro y de gules de seis piezas. (a la derecha, Bonneville) |
|  | Caso particular de campo compuesto: la partición escogida parte el campo en numerosos pequeños elementos regulares, utilizando lo más frecuentemente dos colores alternados (algunos llaman a este tipo de campo "campo alternado" por esta razón). Al ser cada elemento demasiado pequeño como para constituir un elemento autónomo, el campo entero es descrito usualmente como un campo simple con un nombre específico según el tipo de partición: losanjado de oro y de gules (a la izquierda, Angoumois). Toda vez, si está cargado, que los cargos se blasonan como "brochantes" sobre el campo compuesto: Burelado de plata y de sable a los dos cirios de oro encendidos de gules pasados en sotuer brochante sobre el todo. (a la derecha Ognéville) |

Después del enunciado del campo, se enumeran los cargos, que pueden ser piezas o muebles, comenzando, si es que los hay diferentes, por aquellos que aparecen como principales, por ser los más centrales, de tamaño más importante o simplemente el más significativo.
|  | El cargo es una pieza: ésta tiene un lugar asignado y en el caso más simple basta con precisar el color. Una pieza es introducida con el artículo definido: De plata a la faja de gules (a la izquierda, Béthune). Si la pieza presenta particularidades de forma, estas son descritas antes del color. Si la pieza está ella misma cargada, ésta se blasona después. Ej: de armiño al jefe encajado de gules cargado de una concha de oro (a la derecha, Mortrée) |
|  | El cargo principal es un mueble: como su nombre indica no tiene un lugar específico. Por defecto se le considera puesto en el centro del campo. Si además se trata de un mueble conocido y extendido, y que se presenta en el aspecto más usual, basta indicar su color (el cual puede a veces estar definido por defecto, pero eso pasa raramente) Un mueble es introducido con un artículo indefinido (no es una pieza del escudo): de plata con una rosa de gules (a la izquierda, Pacy-sur-Eure). Si el mueble presenta particularidades (de forma, de postura, etcétera), debe ser blasonado con los términos específicos (a menudo con participios). Los muebles pueden también estar cargados, aunque esto sea más bien raro. ej.: de gules con una estrella de ocho puntas de oro cargada de un águila bicéfala de sable, membrada, bocada y diademada del campo (a la derecha, Marqués de Sade) |
|  | Excepciones. - Algunas piezas reducidas se comportan a veces como muebles y pueden encontrarse ubicadas en lugares inhabituales. Conviene entonces tratarlas como muebles (en particular usando el artículo indefinido): "De oro a la banda de gules cargada en el jefe de una cruz trebolada de plata colocada a plomo" (a la izquierda, Ballens). Nótese de cualquier modo que las piezas raras concernientes cambian de nombre al volverse muebles: la cruz se vuelve cruceta, el sotuer se vuelve flanquís, el escusón se vuelve escudete... - Algunos muebles, por su prestigio, reciben una "promoción" con el uso del artículo definido: se dice al león, o al águila: de plata al león de sinople (a la derecha, Agincourt) Aclaración general: la regla del uso del artículo definido o indefinido es poco seguida, lo que no presenta ningún problema.                                         |

Después de anunciar el cargo principal y su descripción completa, incluso todo lo que lo carga a él mismo, se procede a la descripción de los cargos secundarios que eventualmente le acompañan sobre el mismo campo.

### Ornamentos exteriores
Se blasonan los ornamentos exteriores después del escudo, yendo del primer plano al último y del escudo hacia el exterior, pero este orden no ha sido rigurosamente fijado.
Los ornamentos exteriores (tocados, collares y cordones, tenantes y terraza, mantos, banderas, armas, bastones, cetros y manos de justicia, llaves, cruces, divisas, lambrequines, etcétera) rodean el escudo para formar las armerías completas y precisan, a veces, los atributos del titular (su rango o su función).
Estos ornamentos exteriores pueden ser muy variados, y se describen normalmente con el mismo lenguaje que el del escudo. Por otro lado, el rigor es mucho menos en el exterior del escudo que en el interior y esto se aplica también al lenguaje usado, que debe adaptarse a todas las fantasías, lícitas en esta parte de las armerías.
Como para el escudo, las reducciones son un requisito: así para las armerías que lleven banderas, es teóricamente posible describir cada una, sin embargo es más claro y más simple indicar la presencia de banderas "de Francia", "de Alemania" y "Polonia", en lugar de hacer una descripción individual.
Algunas figuras son específicas de los ornamentos exteriores (banderas y mantos), pero en principio todos los otros ornamentos exteriores pueden figurar en las armerías.

## Ejemplo simple
- Alsacia se blasona así: partido, en el primero, de gules a la barra de plata bordado de dos cotizas floreadas del mismo y el segundo también de gules a la banda de oro acompañada de seis coronas de lo mismo, tres en jefe y tres invertidas en punta.

## Ejemplos complejos
- Principado de Lieja: Cuartelado: 1. de Bouillon; 2. de Franchimont; 3. de Looz; 4 de Horn; sobre el todo de Lieja (portado en un inicio sin L y G).

- Provincia de Lieja: Cuartelado: 1. de Lieja; 2. de Bouillon; 3. de Franchimont; 4. de Looz; entado en punta de Horn.

- Lieja (Ciudad de Lieja): De gules al perrón alzado, soportado por tres leones en tres grados, montado de una piña de pino, cimado de una cruz paté, el todo de oro, acompañado de una L y G mayúsculas de lo mismo.

- Bouillon (ducado de Bouillon): De gules, a la faja de plata.

- Franchimont (marquesado de Franchimont): De plata, a tres leones de sinople, armados y lampasados de gules, y coronados de oro.

- Looz (condado de Looz): Burelado (10) de oro y de gules.

- Horn (condado de Horn): De oro, a tres cuernos de caza de gules, virolado y enguinchado de plata.

Armerías de los Duques de Mayenne.

- Armerías de los Duques de Mayenne:

"Cuartelado, en 1 y 4: cortado y partido en 4, en el primero fajado de gules y de plata, en el segundo de azur sembrado de lis de oro y al lambel de gules, en el tercero de plata a la cruz potenzada de oro, cantonada de cuatro crucetas de lo mismo, en el cuarto de oro a cuatro palos de gules, en el quinto partido de azur sembrado de lis de oro y con la bordura de gules, en el sexto de azur al león contornado de oro, armado, lampasado y coronado de gules, en el séptimo de oro al león de sable armado y lampasado de gules, en el octavo sembrado de crucetas de oro a los dos róbalos de oro. Sobre el todo de oro a la banda de gules cargada de tres aleriones de plata; en 2 y 3 contra-cuartelado en 1 y 4 de azur al águila de plata, bocada, lenguada y coronada de oro y en 2 y 3 de azur, a tres flores de lis de oro, a la bordura dentada de gules y de oro".